# Пиперно, Алессандро
Алессандро Пиперно (итал. Alessandro Piperno, 25 марта 1972, Рим) — итальянский писатель.

## Биография
Его отец был евреем по происхождению. Алессандро закончил римский университет Tor Vergata, специалист по французской литературе. Редактор известного литературного журнала «Nuovi argomenti». Дебютировал книгой о Прусте (2000). В 2005 опубликовал роман «С наихудшими намерениями», ставший бестселлером и отмеченный премиями Виареджо и Кампьелло в номинации «Литературный дебют». Выступает как певец и гитарист в рок-группе «Random». Сотрудничает как журналист с газетами, радио и телевидением.
Романы и эссе Пиперно переведены на английский, французский, немецкий, испанский, голландский языки. Критика сопоставляет его с Филипом Ротом.

## Книги

### Эссе и статьи
- Пруст против евреев/ Proust antiebreo (2000, фр. пер. 2007)
- Бес реакции. По страницам сартровского Бодлера/ Il demone reazionario. Sulle tracce del «Baudelaire» di Sartre (2007)
- Contro la memoria (2012, о Прусте)
- Pubblici infortuni (2013)

### Романы и новеллы
- С наихудшими намерениями/ Con le peggiori intenzioni (2005; нем., голл., исп. и фр. пер. 2006; англ. пер. 2007)
- La favola della vita vera (2007, книга рассказов)
- Преследование/ Persecuzione. Il fuoco amico dei ricordi (2010; фр. пер. 2011, англ. пер. 2012, нем. пер. 2013; французская Премия за лучшую иностранную книгу)
- Неразлучные/ Inseparabili. Il fuoco amico dei ricordi (2012, вторая книга дилогии; премия Стрега; фр. пер. 2012, голл. пер. 2013)

## Публикации на русском языке
- Ошибка Лео Понтекорво. М.: Corpus, 2013 (пер. романа Преследование)